# 15597 Piotrlazarek
15597 Piotrlazarek este o planetă minoră (asteroid) din centura de asteroizi. A fost descoperită pe 6 aprilie 2000 la Experimental Test Site⁠(d) de Lincoln Near-Earth Asteroid Research. 
Obiectul prezintă o orbită caracterizată de o semiaxă mare de 2,8418053 UAi, o excentricitate de 0,04, o înclinație de 2,36511 ° în raport cu ecliptica.